# Victoria Nestorowicz
Victoria Rae Nestorowicz (ur. 27 października 1980 w Lethbridge w Kanadzie), aktorka kanadyjska.
W teatrze zaczęła grać w wieku 8 lat. Ukończyła The Sheridan College Theater Program.
Grała w takich przedstawieniach jak: "Mała Księżniczka", "Ania z Zielonego wzgórza", "Olivier", "Piotruś Pan", "Narnia", "Szczęśliwy dzień" itp. Zagrała główną rolę Lindy w pierwszej teatralnej produkcji w Toronto "Evil Dead I&II: the musical" (2003). Wykonała japońsko-kanadyjską teatralną podróż "Kołysząca góra lodowa" napisaną przez Księżniczkę Tamakado z Japonii.

## Filmografia
- "UKM - The Ultimate Killing Machine" (2006) jako Zoe
- "Rebirth" (2006) jako Simone Douglas
- "The Fighter" (2005) - jako Sheila
- "Radiostacja Roscoe" (2003-2005) jako Parker Haynes
- "Poszukiwani" (2003) - jako kasjerka